# I Netanyahu
I Netanyahu - Dove si narra un episodio minore e in fin dei conti trascurabile della storia di una famiglia illustre ( The Netanyahus: An Account of a Minor and Ultimately Even Negligible Episode in the History of a Very Famous Family) è un romanzo dello scrittore statunitense Joshua Cohen, pubblicato nel 2021. Il romanzo ha vinto il Premio Pulitzer per la narrativa nel 2022.

## Trama
Corbindale, Stato di New York, fine anni 50. Lo storico Ruben Blum è l'unico professore ebreo del Corbin College e ogni giorno ha a che fare con l'antisemitismo di studenti e colleghi. In quanto ebreo, gli viene affidato dal rettore, il dottor Morse, il compito di assumere lo storico Benzion Netanyahu, che viene in visita al college con la moglie e i tre terribili figli Yonatan, Benjamin e Iddo.

## Edizioni
- I Netanyahu, traduzione di Claudia Durastanti, Torino, Codice, 2022, ISBN 979-1254500132.